# George Gershwin
George Gershwin, cu numele real Jacob Gershowitz, (n. 26 septembrie 1898, New York - d. 11 iulie 1937, Los Angeles) a fost unul din cei mai populari compozitori americani din prima jumătate a secolului al XX-lea. Reușind să reunească elementele de muzică cultă (muzica de cameră, simfonică și cea de operă) cu muzica de jazz specifică perioadei anilor 1920- '30 (Ragtime, Dixieland și Swing - Big Band), Gershwin a compus atât pentru teatrele muzicale de pe Broadway cât și pentru sălile de concert clasic. S-a bucurat de mult succes prin compunerea unor melodii (songs), interpretate de cei mai cunoscuți instrumentiști și cântăreți americani ca Louis Armstrong, Ella Fitzgerald, Frank Sinatra, Herbie Hanock și mulți alții. Compozitor unic, Romantic american în anii teribili ai jazului care începând din 1915 la Paris au ridicat cultural internațional America, numele său - americanisraelian - a rămas în istoria simfonismului universal, împreună cu creațiile sale de geniu, Rapsodia albastră și Porgy & Bess, influențând cultura (pre)globală până în veacul 21, alături de nume grele americane din perioadă, Fitzgerald & Zelda, de asemenea precursor a unor genii cinema naționale ca Mickey Rooney, Judy Garland, ori Orson Welles.

## Biografie
Jacob Gershowitz s-a născut într-o familie de evrei ruși imigrați în Statele Unite. În 1910, părinții cumpără un pian pentru fratele său mai mare, Israel. Însă curând, Jacob pune stăpânire pe pian, cântând "după ureche" și dovedind un talent muzical deosebit. Începe să ia lecții de la diverși muzicieni, până când fu prezentat cunoscutului pedagog, Charles Hambitzer, care îl învață tehnica de execuție convențională, îi face cunoscuți maeștrii muzicii europene și-l încurajează să frecventeze concertele de muzică clasică. Ia în același timp lecții de compoziție cu compozitorul Rubin Goldmark. În 1916, prima sa compoziție, "Rialto Ripples", înregistrează un oarecare succes comercial. Doi ani mai târziu, cunoaște primul succes răsunător cu cântecul "Swanee", scris pentru musical-ul The Capitol Revue și interpretat de Al Jolson. Primește un contract din partea editorilor muzicali "Harms Publishers", specializați în Musicals, pentru 35 USD pe săptămână. Adoptă pseudonimul George Gershwin, la fel ca și fratele său Israel, care devine Ira Gershwin. În 1920, directorul de orchestră Paul Whiteman îi comandă o bucată instrumentală pentru formația sa. Rezultatul a fost celebra "Rhapsody in blue", o compoziție pentru pian și orchestră, care este executată în primă audiție la 12 februarie 1924 în Aeolian Hall din New York cu un succes enorm.

## Frații Gershwin
Între timp, George Gershwin începe o fructuoasă colaborare cu fratele său Ira, care scrie textele pentru melodiile compuse. Prima lor lucrare comună este comedia muzicală "Lady Be Good" (1924). Partitura cuprindea, printre altele, două cântece, care devin rapid cunoscute și interpretate în lumea întreagă: "Fascinanting Rhythm" și ""The Man I Love". Urmează spectacolele muzicale "Oh,Kay", "Treasure Girl", "Funny Face" și "Strike Up The Band" (cu celebra melodie "I've Got A Crush On You").
În 1928, frații Gershwin fac o călătorie la Paris, care constituie pentru George sursa de inspirație pentru fantezia orchestrală "An American in Paris". Marea recesiune economică din 1929 se resimte și în lumea spectacolelor. Frații Gershwin continuă totuși să lucreze, montând pe Broadway spectacolele de musicals, "Girl Crazy" (1930) ce conține faimoasele melodii "I Got Rhythm" și "Embraceable You", și "Of Thee I Sing", prima comedie muzicală căreia în 1931 i se decerne "Premiul Pulitzer".
În anul 1933, George și Ira încep să lucreze la un proiect îndrăzneț: punerea în scenă sub forma unei opere muzicale populare (opera folk) a povestirei "Porgy and Bess" de Dubose Heyward, inspirată din viața populației afro-americane. Pentru partitură compun arii devenite mai târziu songs de mare popularitate: "Summertime", "I Got Plenty of Nothing", "It Ain't Necessarily So". Opera este reprezentată în premieră la 30 septembrie 1935 în Boston, fiind salutată de public la sfârșit cu 15 minute de aplauze.
Începând cu anul 1936, George Gershwin se dedică în special muzicii de filme și se mută la Hollywood. Obține un contract pentru compunerea coloanei sonore la filmul "The Magnificent Adventure" cu Ginger Rogers și Fred Astaire. În timp ce lucra la partitura pentru filmul "The Goldwyn Follies", George Gershwin, care suferea de câtva timp de dureri de cap, face o criză de pierderea cunoștinței. Se descoperă o tumoră a creierului, este operat dar nu-și mai revine. Moare la 11 iulie 1937, cu 77 zile înainte de a împlini 39 de ani. A fost înmormântat în cimitirul Westchester Hills din Hastings-on-Hudson (New York).
Dintre compozițiile sale în domeniul clasic sunt de menționat și un Concert pentru pian și orchestră (1925) și Trei preludii pentru pian (1936).